# Potajnica
Potajnica (grozničara, ljuskara, lat. Lathraea), rod parazitskih trajnica iz porodice Orobanchaceae. Rod je raširen Europom i Azijom. Pet vrsta, u Hrvatskoj raste ljuskava potajnica L. squamaria. Nadzemna stabljika ove vrste je ljuskava, a čitava biljka (prema Antonu Rudanu)) može težiti 5 kilograma.
Ime roda potječe mod grčke riječi lathraios, u značenju skriven.

## Vrste
1. Lathraea clandestina L.
2. Lathraea japonica Miq.
3. Lathraea purpurea Cummins ex King
4. Lathraea rhodopea Dingler
5. Lathraea squamaria L.